# 할레스
할레스(Haleth) (F.A. 341– F.A. 420)는 에다인 세 가문 중 하나인 할레스 가문을 이끈 여족장이다.

## 생애
사르겔리온에 거주하는 자기 부족의 일원이었으나, 그녀는 당시 자신의 부족을 이끄는 부친 할다드와 남동생 할다르의 죽음 이후에 족장이 된다. 모르고스가 보낸 오크 무리에게 살아남기 위해 7일을 항전하다 그 구역을 다스리던 페아노르의 아들 카란시르의 군대 덕분에 무사히 부족을 지켜냈다. 이후 사르겔리온에서 보호를 약속하며 계속 거주하길 제의한 카란시르의 뜻을 거부하고 남쪽의 브레실 숲으로 떠났다. 이후 그녀는 자식이 없었기에 동생의 아들이 족장 직위를 승계한다.